# Pleudihen-sur-Rance
Pleudihen-sur-Rance is een gemeente in het Franse departement Côtes-d'Armor, in de regio Bretagne. De plaats maakt deel uit van het arrondissement Dinan. Pleudihen-sur-Rance telde op 1 januari 2022 2.974 inwoners.

## Geografie
De oppervlakte van Pleudihen-sur-Rance bedroeg op 1 januari 2022 24,55 vierkante kilometer; de bevolkingsdichtheid was toen 121,1 inwoners per km².
De onderstaande kaart toont de ligging van Pleudihen-sur-Rance met de belangrijkste infrastructuur en aangrenzende gemeenten.

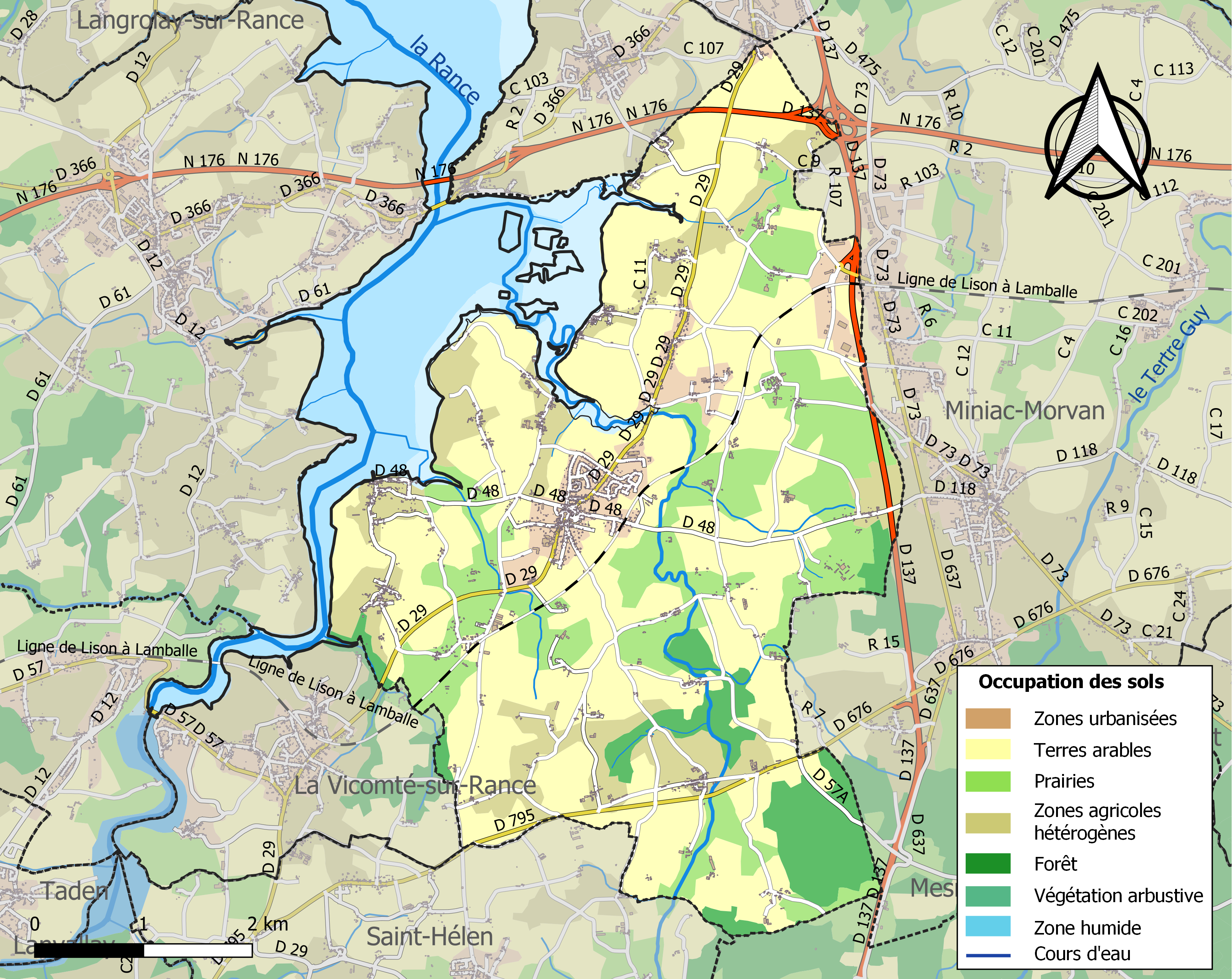

## Verkeer en vervoer
In de gemeente ligt de spoorweghalte Pleudihen.

## Demografie
Onderstaande figuur toont het verloop van het inwonertal (bron: INSEE-tellingen).